# Turistická značená trasa 1035
Turistická značená trasa 1035 je modře vyznačená 6,5 kilometru dlouhá pěší trasa Klubu českých turistů vedená od nádraží ve Zbraslavi Břežanským údolím přes Lhotu u Dolních Břežan k železniční zastávce v Jarově.

## Popis trasy
Trasa od nádraží vychází jihovýchodním směrem a Břežanským údolím dojde k Hálkovu pomníku. Za pomníkem vystoupá zalesněnou strání k poli, kde je odbočka k hradišti Závist. Pokračuje do obce Lhota, kde se v centru obce u kapličky stočí na jihozápad. Za obcí prochází Přírodním parkem Středních Čech a potká se s Lhoteckým naučným okruhem. Projde vilovou čtvrtí v Zálepech a za ní ji čeká cesta lesem až k sestupu k přejezdu železniční trati 210. Za přejezdem na druhé straně kolejí trasa vede severně podél Vltavy až k železniční zastávce v Jarově, kde končí.
| Km  | Místo            | Navazující a křižující trasy | Nadm. výška |
| --- | ---------------- | ---------------------------- | ----------- |
| 0   | Zbraslav (žst)   | 0001, 1013, 3036, 6078       | 197 m       |
| 0   | Minizoo          | 3036, 6078                   |             |
| 1   | Hálkův pomník    | 3129                         | 230 m       |
| 2   | Hradiště (rozc.) | 3036, 6078                   | 328 m       |
| 3,5 | Lhota            |                              | 347 m       |
| 5   | Károv            |                              | 340 m       |
| 6,5 | Jarov (žst)      | 0001                         | 195 m       |

## Zajímavá místa

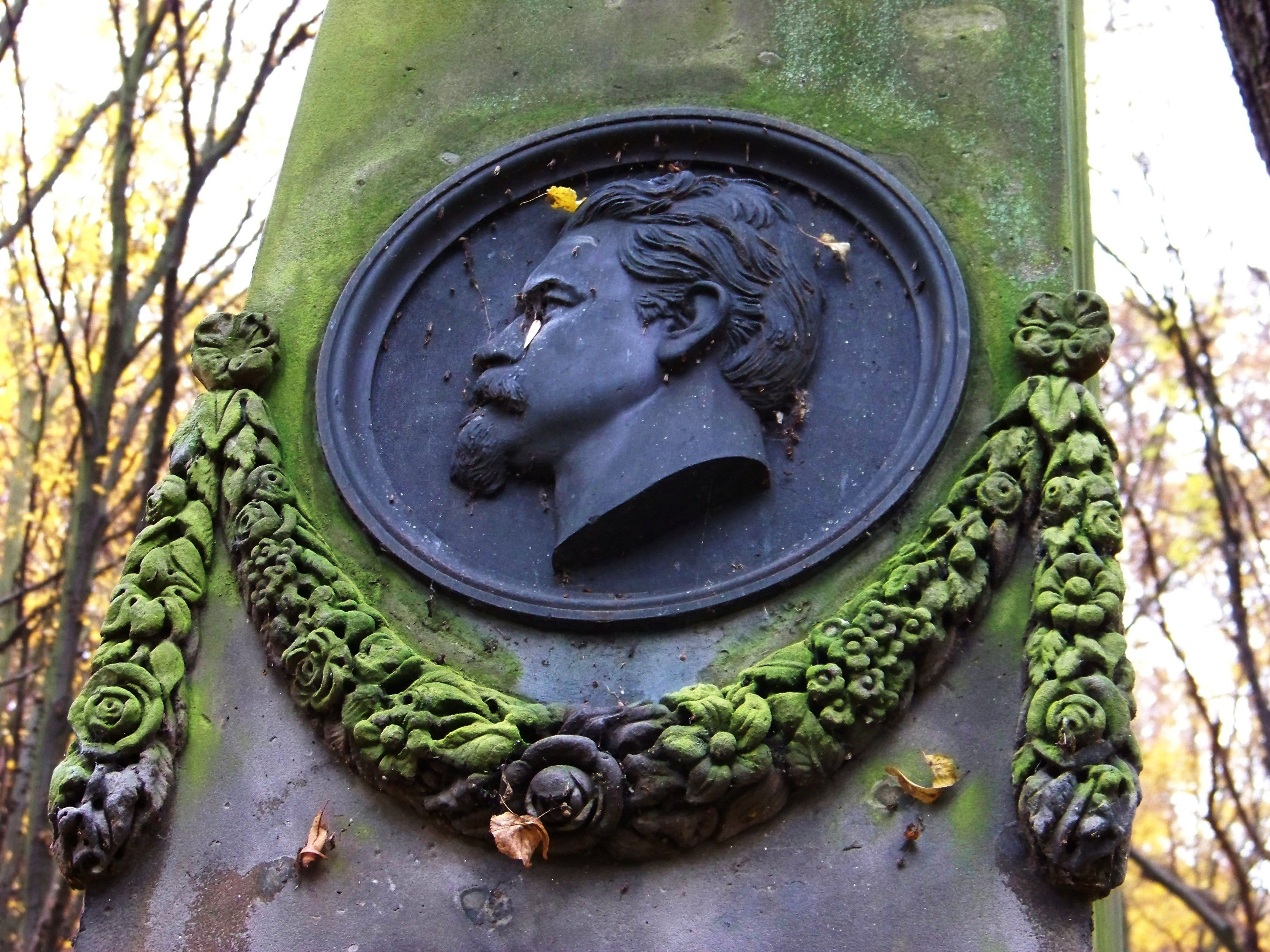
Hálkův pomník v Břežanském údolí

- Břežanské údolí - přírodní památka
- Zookoutek v Břežanském údolí
- Pomník Vítězslava Hálka
- Oppidum Závist na vrcholu Hradiště (391 m)
- Přírodní park Středních Čech

## Veřejná doprava
Cesta začíná u zbraslavského nádraží, ve Lhotě u Dolních Břežan projde kolem autobusové zastávky a končí u železniční zastávky v Jarově.